# تاگوهی هاکوبیان
تاگوهی هاکوبیان (ارمنی: Թագուհի Հակոբյան؛  ۷ فوریهٔ ۱۹۲۹) یک بازیگر، نمایش‌پردازی و نقلش اهل ارمنستان است. وی بین سال‌های - تا - میلادی فعالیت می‌کرد.

## زندگی‌نامه
وی در ۷ فوریه ۱۹۲۹ در سالونیک به دنیا آمد و از انستیتو دولتی هنرهای زیبا-نمایشی ایروان (۱۹۵۲) فارغ‌التحصیل شد. وی اقامت ایالات متحده آمریکا را دارد. وی همچنین برندهٔ جوایزی همچون هنرمند شایسته ارمنستان شوروی (۱۹۶۶) شده است.